# Austrocarabodes ocellatus
Austrocarabodes ocellatus är en kvalsterart som beskrevs av Sandór Mahunka 1987. Austrocarabodes ocellatus ingår i släktet Austrocarabodes och familjen Carabodidae. Inga underarter finns listade.